# Caryedes incensus
Caryedes incensus är en skalbaggsart som först beskrevs av Sharp 1885.  Caryedes incensus ingår i släktet Caryedes och familjen bladbaggar. Inga underarter finns listade i Catalogue of Life.